# Fadwa Tuqan
Fadwa Tuqan (árabe: فدوى طوقان, también Fadwan Tuqan), (Nablus, 1 de marzo de 1917 - Nablus, 12 de diciembre de 2003) fue una poetisa palestina, conocida en el mundo árabe como la "Poetisa de Palestina". Fue una de las pocas voces femeninas en la poesía palestina. Escribió primero poesía tradicional pero con el paso del tiempo se convirtió en una de las pioneras en el uso del verso libre en la poesía árabe que inició la iraquí Nazik Al Malaika con Cólera (1947) sumándose el primer grupo de mujeres en el mundo árabe que a mediados del siglo XX empezaron a escribir poesía. En sus primeros escritos Tuqan -también en la autobiografía que publicará más tarde- habla de su lucha personal como mujer en la sociedad árabe.  A partir de 1967 con la ocupación de los territorios palestinos tras la Guerra de los Seis Días su obra se decantó sobre todo por la poesía patriótica y nacionalista. Su trabajo fue reconocido con diversos premios internacionales. 

## Biografía
Nació en el seno de una familia de intelectuales y políticos que gobernó Nablus en los siglos XVIII y XIX. Su hermano mayor Ahmad Toukan, fue primer ministro de Jordania en 1970. En su autobiografía "Viaje montañoso" (1985) Fadwa relata las dificultades vividas en su infancia y adolescencia encerrada en la rigidez de las reglas familiares: 
"Mi historia es la historia de la lucha de una semilla frente al suelo rocoso y duro. Es la historia de una lucha contra la sequía y la roca." Explica que su tiempo "fue de servidumbre" y su espacio "una prisión doméstica". El desarrollo de su vocación poética y la ayuda de su hermano le ayudó a encontrar la libertad personal.
Fue otro de sus hermanos, el poeta y profesor de literatura árabe Ibrahim Tuqan quien le enseñó la base de la poesía árabe. Escribió primero poesía tradicional pero con el paso del tiempo se convirtió en una de las pioneras en el uso del verso libre en la poesía árabe. 
La relación con su hermano Ibrahim y su muerte prematura en 1948 durante la creación del estado israelí la marcó especialmente y la empujó a implicarse activamente en política en los años 1950. 
Entre 1962 y 1964 estudió lengua y literatura inglesa en la Universidad de Oxford en el Reino Unido y más tarde viajó por toda Europa.
Tras la Guerra de los Seis Días en 1967 y la anexión de Cisjordania y Gaza su poesía es más nacionalista. En su compromiso político Tuqan se convirtió en una de las mediadoras en las conversaciones entre el ministro Israelí de Defensa Moshe Dayan y el antiguo presidente de Egipto Gamal Abdel Nasser.
En el segundo volumen de sus memorias Tuqan explica sus sufrimientos y esperanzas por una paz duradera y habla de sus amigos palestinos e israelíes y de la comprensión y del apoyo que le han transmitido.
En Nablús fundó un centro de investigación sobre la situación de las mujeres.
Durante las últimas décadas Fadwa vivió en su ciudad natal. Murió en el hospital durante la noche de un viernes 12 de diciembre de 2003 tras haber pasado varios días en coma después de sufrir un derrame cerebral. El poema “Wahsha: Moustalhama min Qanoon al Jathibiya” (Anhelo: inspirado en la ley de la gravedad) fue uno de sus últimas obras que escribió durante su largo periodo postrada en cama.

## Obra
Fadwa Tuqan recoge el testigo de la poetisa iraquí Názik Al-Malaika que abre la puerta a la poesía femenina árabe a mediados del siglo XX con su poema Cólera (1947) en la que rompe el canon de la poesía árabe clásica introduciendo el verso libre.
En sus primeros escritos Tuqan habla de su lucha personal como mujer en la sociedad árabe, una cuestión que también trata en su autobiografía. Se sitúa próxima a los temas clásicos del romanticismo: la naturaleza, el amor, la soledad, la tristeza, en un estilo refinado, delicado y lleno de sensibilidad. Entre otros poemas están "Mi hermano Ihabrim" (1948) y "Sola con los días" (1952). Tras la derrota de 1967 su poesía se orienta hacia temas nacionalistas. Su poesía refleja diferentes ángulos de la vida palestina.
En 1985 publica su autobiografía  "Viaje montañoso", traducida al inglés en 1990. Otros de sus poemas son "Autorretrato" y "Mártires de la Intifada". En 1960 publica las colecciones de poesía "Give Us Love" (Árabe, 1960) "Before The Closed Door" (Árabe, 1967), y "Daily Nightmares" (traducido al inglés en 1988). 
A partir de 1967 empezó a escribir poemas patrióticos como: "Palabras a mi Patria", "Cancioncillas para los comandos", "La libertad del pueblo", "El comando y la tierra". El poema "El comando y la tierra", que cuenta con tres estrofas, es inspirado en un hecho real: la desaparición del comando Mazin Abu-Gazala en las colinas de Tubás, durante una batalla ocurrida a finales de septiembre de 1967. 
Su estilo evoluciona desde la poesía tradicional pero con el paso del tiempo se convirtió en una de las pioneras en el uso del verso libre en la poesía árabe. A partir de 1967 en su obra de contenido nacionalista, Tuqan regresa sin embargo al canon tradicional.
Tuqan ha sido descrita como una de las tres grandes poetisas árabes de la poesía moderna junto a la iraquí  Nazik Al-Malaika y la jordano-palestina Salma Jayyusi. Jayyusi escribe sobre Tuqan que "fue una de las primeras grandes poetisas que trabajan para lograr veracidad emocional, sentando las bases para las exploraciones femeninas sobre el amor y sobre la protesta social.  El poeta nacional de palestino, Mahmoud Darwish, la llamó "la madre de la poesía palestina".

## Premios y reconocimientos
Considerada la principal poetisa de Palestina recibió varios premios: el 
- Premio Internacional de Poesía de Palermo, Italia,
- 1990 Premio de Jerusalén de Cultura y Artes otorgado por la OLP
- 1990 Premio de Emiratos Árabes Unidos
- 1996 Premio Honorífico de Palestina por Poesía[2]

## Publicaciones
Publicó varios libros de poemas como:
- Sola con los días, 1952
- La encontré, 1957
- Danos amor, 1960
- Ante la puerta cerrada, 1967
- El comando y la tierra, 1968
- La noche y los jinetes, 1969
- Sola en la cumbre de este mundo, 1974

- Mi hermano Ibrahim, 1946.[7]

## Documental
En 1999 la historia de Fadwa fue el tema de una película documental dirigida por la escritora y cineasta Liana Badr: Fadwa: A Tale of a Palestinian Poetess. 52 min